# Elganowiec
Elganowiec – jezioro w woj. warmińsko-mazurskim, w powiecie szczycieńskim, w gminie Pasym.
Hydrologicznie jezioro jest otwarte i połączone na północy z Okrągłym Jeziorem, a na południu z Kruninkiem.

## Opis
Owalne jezioro, o dłuższej osi biegnącej z północy na południe. Brzeg wschodni, którym jezioro dotyka lasu jest wysoki, na innych, które są pagórkowate i łagodnie wzniesione, leżą pola i łąki. Na północnym brzegu budynki.
Dojazd ze Szczytna drogą krajową nr 53 w stronę Olsztyna do miejscowości Grom. Stąd drogą gruntową na północ do wsi Elganowo, a stamtąd ok. 1 km na wschód.

## Dane morfometryczne
Powierzchnia zwierciadła wody według różnych źródeł wynosi od 6,0 ha do 12,8 ha.
Głębokość maksymalna jeziora wynosi 7,2 m.

## Hydronimia
Według urzędowego spisu opracowanego przez Komisję Nazw Miejscowości i Obiektów Fizjograficznych (KNMiOF) nazwa tego jeziora to Elganowiec. W różnych publikacjach i jezioro to występuje pod nazwami Motowidłek lub Motozidłek.